# Colladonus incidus
Colladonus incidus är en insektsart som beskrevs av Delong 1946. Colladonus incidus ingår i släktet Colladonus och familjen dvärgstritar. Inga underarter finns listade i Catalogue of Life.